# Bryan Ivie
Bryan Ivie, né le 5 mai 1969 à Torrance, est un joueur de volley-ball américain.

## Carrière
Bryan Ivie participe aux Jeux olympiques de 1992 à Barcelone et remporte la médaille de bronze avec l'équipe américaine.